# 突肋海桐
突肋海桐（学名：Pittosporum elevaticostatum）为海桐花科海桐花属下的一个种。

## 扩展阅读
- 維基物種上的相關：突肋海桐